# Myodermum rufipennis
Myodermum rufipennis är en skalbaggsart som beskrevs av Raffaello Gestro 1881. Myodermum rufipennis ingår i släktet Myodermum och familjen Cetoniidae. Inga underarter finns listade i Catalogue of Life.